# Marcipa noel
Marcipa noel là một loài bướm đêm trong họ Erebidae.